# Тлянкинигый
Тлянкинигый (устар. Тлянкин-Игый) — река в России, протекает по Ханты-Мансийскому АО. Устье реки находится в 201 км по левому берегу реки Тукан. Длина реки составляет 16 км. Высота устья — 72 м над уровнем моря.

## Данные водного реестра
По данным государственного водного реестра России относится к Верхнеобскому бассейновому округу, водохозяйственный участок реки — Обь от города Нефтеюганск до впадения реки Иртыш, речной подбассейн реки — Обь ниже Ваха до впадения Иртыша. Речной бассейн реки — (Верхняя) Обь до впадения Иртыша.
Код объекта в государственном водном реестре — 13011100212115200049813.